# Mezikruží

Mezikruží.

Jako mezikruží označujeme geometrický útvar rozlišený v dvourozměrném prostoru (v rovině) dvěma soustřednými kružnicemi. Jedná se právě o plochu mezi těmito dvěma kružnicemi.

## Vlastnosti
- Obvod okrajů mezikruží
{\displaystyle L=2\pi (R+r)}
- Obsah mezikruží
{\displaystyle S=\pi (R^{2}-r^{2})}
Úsečka, jejíž oba konce leží na vnější kružnici a jedním bodem se dotýká kružnice vnitřní, má délku {\displaystyle y} a platí:
{\displaystyle \left({\frac {y}{2}}\right)^{2}=R^{2}-r^{2}}
Obsah mezikruží lze potom vyjádřit i následovně:
{\displaystyle S=\pi \left({\frac {y}{2}}\right)^{2}}
- Moment setrvačnosti mezikruží o hmotnosti m, rotujícího ve své rovině kolem středu
{\displaystyle J={\frac {m(R^{2}+r^{2})}{2}}}

## Výskyt
Typicky mají tvar mezikruží podložky pod šrouby, těsnění spojek potrubí, disky kol, ložiska a další součástky.
Tvar mezikruží má řez dutou koulí nebo dutým válcem kolmo na podélnou osu.
S mezikružím se můžeme setkat též na polích a loukách v podobě odlišného (nebo žádného) růstu kulturních rostlin. Tyto jevy bývají nejčastěji připisovány anomáliím v půdním profilu (podhoubí, archeologická památka), ale také jevu označovaném jako UFO (resp. agrosymboly). Tvar mezikruží má také corpus ciliare - řasnaté tělísko.